# Super Bowl VI
Il Super Bowl VI è stata una partita di football americano tra i campioni della National Football Conference (NFC), i Dallas Cowboys, e quelli della American Football Conference (AFC), i Miami Dolphins per decidere il campione della National Football League (NFL) per la stagione 1971. I Cowboys sconfissero i Dolphins con un punteggio di 24–3, conquistando il loro primo Super Bowl. La gara si tenne il 16 gennaio 1972, al Tulane Stadium di New Orleans, Louisiana, la seconda volta che la città ospitò un Super Bowl.

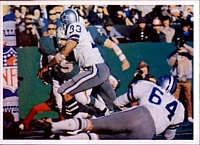
Una fase di gioco del Super Bowl VI

Dallas, nella sua seconda apparizione al Super Bowl, giunse alla partita con la reputazione di non riuscire a vincere grandi partite nei playoff, come il Super Bowl V e le finali del campionato NFL 1966 e 1967 prima della fusione tra AFL e NFL del 1970. Conclusero la stagione regolare con un record di 11-2 e nei playoff superarono i Minnesota Vikings e i San Francisco 49ers. I Dolphins invece erano alla loro prima partecipazione al Super Bowl dopo un bilancio di 10–3–1, incluse otto vittorie consecutive, battendo nei playoff i Kansas City Chiefs e i Baltimore Colts.
I Cowboys dominarono il Super Bowl VI, stabilendo i record del Super Bowl per yard corse (252), maggior numero di primi down (23) e minor numero di punti subiti (3). Fino al 2019 sono rimasti l'unica squadra a non avere fatto segnare alcun touchdown agli avversari durante un Super Bowl, a cui si sono poi aggiunti i New England Patriots battendo 13-3 i Los Angeles Rams durante il Super Bowl LIII. La sfida fu equilibrata nel primo tempo, con i Cowboys che chiusero in vantaggio per 10-3. Dallas aprì però il terzo quarto con un drive da 8 giocate e 71 yard terminato con un touchdown, seguito da un intercetto del suo linebacker Chuck Howley ritornato per 41 yard che diede il via a un'altra segnatura. Il quarterback dei Cowboys Roger Staubach, che completò 12 passaggi su 19 per 119 yard e 2 touchdown fu premiato come MVP della partita.
Questo fu l'ultimo Super Bowl ad essere oscurato nel mercato televisivo dove veniva disputato.

## Marcature
Tulane Stadium, New Orleans, Louisiana
- Data: 16 gennaio 1972
- Ora: 1:35 p.m. CST
- Tempo atmosferico: 4 °C (39 °F), ventoso

| \| Quarto \| Tempo \| Drive \| Drive \| Drive \| Squadra \| Informazioni \| Punteggio \| Punteggio \| \| Quarto \| Tempo \| Giochi \| Yard \| TOP \| Squadra \| Informazioni \| Cowboys \| Dolphins \| \| ------------------------- \| ------------------------- \| ------------------------- \| ------------------------- \| ------------------------- \| ------------------------- \| ------------------------------------------------------------ \| --------- \| --------- \| \| 1 \| 1:23 \| 11 \| 50 \| 7:48 \| Cowboys \| field goal da 9 yard di Mike Clark \| 3 \| 0 \| \| 2 \| 1:15 \| 10 \| 76 \| 5:00 \| Cowboys \| TD di Lance Alworth su passaggio da 7 yard di Roger Staubach \| 10 \| 0 \| \| 2 \| 0:04 \| 4 \| 44 \| 1:11 \| Dolphins \| field goal da 31 yard di Garo Yepremian \| 10 \| 3 \| \| 3 \| 9:43 \| 8 \| 71 \| 5:17 \| Cowboys \| TD di Duane Thomas su corsa da 3 yard \| 17 \| 3 \| \| 4 \| 11:42 \| 3 \| 9 \| 0:53 \| Cowboys \| TD di Mike Ditka su passaggio da 7 yard di Roger Staubach \| 24 \| 3 \| \| "TOP" = tempo di possesso \| "TOP" = tempo di possesso \| "TOP" = tempo di possesso \| "TOP" = tempo di possesso \| "TOP" = tempo di possesso \| "TOP" = tempo di possesso \| "TOP" = tempo di possesso \| 24 \| 3 \| |                           |                           |                           |                           |                           |                                                              |           |           |
| Quarto | Tempo                     | Drive                     | Drive                     | Drive                     | Squadra                   | Informazioni                                                 | Punteggio | Punteggio |
| Quarto | Tempo                     | Giochi                    | Yard                      | TOP                       | Squadra                   | Informazioni                                                 | Cowboys   | Dolphins  |
| 1 | 1:23                      | 11                        | 50                        | 7:48                      | Cowboys                   | field goal da 9 yard di Mike Clark                           | 3         | 0         |
| 2 | 1:15                      | 10                        | 76                        | 5:00                      | Cowboys                   | TD di Lance Alworth su passaggio da 7 yard di Roger Staubach | 10        | 0         |
| 2 | 0:04                      | 4                         | 44                        | 1:11                      | Dolphins                  | field goal da 31 yard di Garo Yepremian                      | 10        | 3         |
| 3 | 9:43                      | 8                         | 71                        | 5:17                      | Cowboys                   | TD di Duane Thomas su corsa da 3 yard                        | 17        | 3         |
| 4 | 11:42                     | 3                         | 9                         | 0:53                      | Cowboys                   | TD di Mike Ditka su passaggio da 7 yard di Roger Staubach    | 24        | 3         |
| "TOP" = tempo di possesso | "TOP" = tempo di possesso | "TOP" = tempo di possesso | "TOP" = tempo di possesso | "TOP" = tempo di possesso | "TOP" = tempo di possesso | "TOP" = tempo di possesso                                    | 24        | 3         |

## Formazioni titolari
| Miami           | Ruolo | Dallas          |
| --------------- | ----- | --------------- |
| Attacco         |       |                 |
| Paul Warfield   | WR    | Bob Hayes       |
| Doug Crusan     | LT    | Tony Liscio     |
| Bob Kuechenberg | LG    | John Niland     |
| Bob DeMarco     | C     | Dave Manders    |
| Larry Little    | RG    | Blaine Nye      |
| Norm Evans      | RT    | Rayfield Wright |
| Marv Fleming    | TE    | Mike Ditka      |
| Howard Twilley  | WR    | Lance Alworth   |
| Bob Griese      | QB    | Roger Staubach  |
| Larry Csonka    | FB    | Walt Garrison   |
| Jim Kiick       | RB    | Duane Thomas    |
| Difesa          |       |                 |
| Jim Riley       | LE    | Larry Cole      |
| Manny Fernandez | LDT   | Jethro Pugh     |
| Bob Heinz       | RDT   | Bob Lilly       |
| Bill Stanfill   | RE    | George Andrie   |
| Doug Swift      | LOLB  | Dave Edwards    |
| Nick Buoniconti | MLB   | Lee Roy Jordan  |
| Mike Kolen      | ROLB  | Chuck Howley    |
| Tim Foley       | LCB   | Herb Adderley   |
| Curtis Johnson  | RCB   | Mel Renfro      |
| Dick Anderson   | SS    | Cornell Green   |
| Jake Scott      | FS    | Cliff Harris    |